# 圣博内德米尔
圣博内德米尔（法語：Saint-Bonnet-de-Mure，法語發音：[sɛ̃ bɔnɛ də myʁ]）是法国罗讷省的一个市镇，属于里昂区。

## 地理
圣博内德米尔（45°41'26"N, 5°1'45"E）面积16.34 平方千米，位于法国奥弗涅-罗讷-阿尔卑斯大区罗讷省，该省份为法国中东部省份，北起顺时针与索恩-卢瓦尔省、安省、里昂大都会、伊泽尔省和卢瓦尔省接壤。
与圣博内德米尔接壤的市镇（或旧市镇、城区）包括：热纳斯、圣洛朗德米尔、圣皮埃尔德尚迪约、聖普列斯特、科隆比耶-索尼约。

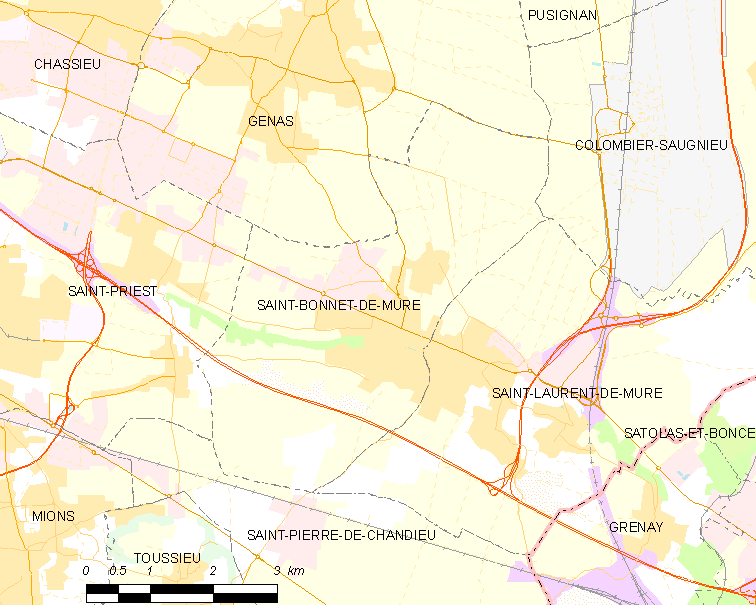
圣博内德米尔的OSM定位图

圣博内德米尔的时区为UTC+01:00、UTC+02:00（夏令时）。

## 行政
圣博内德米尔的邮政编码为69720，INSEE市镇编码为69287。

## 政治
圣博内德米尔所属的省级选区为热纳斯县。

## 人口

1962-2008年间圣博内德米尔人口变化图示

圣博内德米尔于2022年1月1日时的人口数量为6988人。